# Wild Grey Ocean
Wild Grey Ocean is een nummer van de Britse singer-songwriter Sam Fender uit 2022. Het is de achtste single van zijn tweede studioalbum Seventeen Going Under, waarvan het op de deluxe versie verscheen.
Op "Wild Grey Ocean" zijn de invloeden van Fenders idool Bruce Springsteen duidelijk hoorbaar. De liedverteller zingt over door zijn schuld stukgelopen relatie en reflecteert eerlijk op de fouten die hij gedurende de relatie maakte. Hij zingt dat hij de ex behoorlijk heeft gekwetst, maar daar immense spijt van heeft. Het nummer kent een rustig geluid en bouwt niet op naar een explosieve climax, maar eindigt juist met een instrumentale outro met een prominente rol voor de saxofoon.
Het nummer kende in het Verenigd Koninkrijk met een 71e positie niet veel succes. In Nederland bereikte het de 23e positie in de Tipparade.

## Tracklijst
- Muziekdownload

1. "Wild Grey Ocean" - 3:54